# Rera
Rera je naziv za dvoglasno pjevanje punim glasom za tri pjevača, od kojih jedan goni ili konta, tj. izvodi tekst pjesme i vodi pjevanje, dok ga dvojica unisono prate ili reraju, često toliko glasno da se teško razabiru riječi vodećeg pjevača (otud u Sinjskoj krajini poznati dvostih »Kad Sinjani zapivaju rere / jedan piva, a drugi se dere«).
Pjeva se u Dalmaciji, otprilike u području između rijeka Cetine i Krke. Kao pjevni oblik, rera je, smatraju neki autori, najvjerojatnije nastala u okviru gange, ali je svojom posebnošću izborila mjesto i ime poput okavice i ekavice, pradavnih napjeva u kojima su dominirali vokali "o" i "e", kao što u reri dominira glasovni izgovor sloga "re".
Etnolog J. Bezić pretpostavlja da »kontanje« dolazi od talijanske riječi contare za brojati/nabrajati/pripovijedati, a ne od cantare za pjevanje. Navodi da se silabičke recitativne pjesme na zapadu Bosne zovu redalice, brojanice, nabrajalice, pa i kontalice. Naziv rera mlađeg je porijekla i prema narodnim kazivačima iz šezdesetih godina dvadesetog stoljeća dolazi od imena za vlak, Sinjsku reru, jer je trosatni put vlakom koji se verao uzbrdo od Splita do Sinja narod često kratio kontanjem.
Tekst rere uvijek je u deseteračkim dvostihovima koji se u pjevanju razrađuju u zanimljive melostrofe:
- Mjesečina čekala vedrine (čekala vedrine), a ja lolu tri čet'ri godine, (a ja lolu tri, čet'ri godine), (tri čet'ri godine), (mjesečina čekala vedrine)
- Daj, đevojko, rekla ti je nana (o-o-oj), suhi(h) šljiva sa zeleni(h) grana
- Crne oči ne vidile raja, dosta ste mi dale uzdisaja.

Stihovi se bave različitim temama, od ljubavnih do mjesnih, religijskih i tema društvene problematike.
Kao i u nekim drugim oblicima pjevanja takozvanog dugačkog napjeva, vodeći glas nije obvezan preuzeti napjev i tonalitet drugoga glasa. Posebnost rere jest i kromatsko spuštanje melodije dvaju glasova u paralelnim sekundama.

## Vanjske poveznice
- Grgat, Lucija. 3. srpnja 2011. Pjesme naših baka i djedova: rera, ganga, ojkavica . Imotske novine
- Turistička zajednica Grada Sinja. Sinjska rera